# Cobaea stipularis
Cobaea stipularis är en blågullsväxtart som beskrevs av George Bentham. Cobaea stipularis ingår i släktet Cobaea, och familjen blågullsväxter. Inga underarter finns listade i Catalogue of Life.